# Бергамаско, Соня
Со́ня Бергама́ско (итал. Sonia Bergamasco; род. 16 января 1966, Милан, Италия) — итальянская актриса

 театра и кино.

## Биография
Соня Бергамаско родилась 16 января 1966 года в Милане. После школы окончила Миланскую консерваторию имени Джузеппе Верди, где училась игре на фортепиано. В конце 1980-х годов решает заниматься актерской игрой и поступает в актерскую школу Театра Пикколо в Милане, которую окончила в 1990 году.
После нескольких лет работы в театре, в 1994 году Соня Бергамаско дебютировала в кино, снявшись в короткометражке Марио Мартоне, которая вошла в киноальманах «Удивительные истории».
Популярность Соня Бергамаско обрела после выхода в 2008 году фильма           «Бешеная кровь». С 1999 года снимается в сериале «Комиссар Монтальбано». В 2016 году она сыграла в фильме «К чёрту на рога», за что была номинирована на итальянскую национальную кинопремию «Давид ди Донателло» за «лучшую женскую роль второго плана».
В 2016 году Соня Бергамаско была выбрана ведущей церемоний открытия и закрытия 73-го Венецианского кинофестиваля.
В 2017 году Бергамаско снялась в фильме Риккардо Милане «Как кошка на кольцевой дороге», сыграв роль Луче, за которую в 2018 году была номинирована как лучшая актриса второго плана на премию «Давид ди Донателло».
Кроме актёрской игры, Соня Бергамаско выступает также с небольшими музыкальными концертами и шоу.